# Усть-Камыштинский сельсовет
Усть-Камыштинский сельсовет — сельское поселение в Аскизском районе Хакасии Российской Федерации.
Административный центр — село Усть-Камышта.

## Население
| 2002  | 2010  | 2012  | 2013  | 2014  | 2015  | 2016  |
| ----- | ----- | ----- | ----- | ----- | ----- | ----- |
| 2388  | ↘2201 | ↘2198 | ↘2196 | ↘2171 | ↘2069 | ↘2023 |
| 2017  | 2018  | 2019  | 2020  | 2021  |       |       |
| ↘2011 | ↘2001 | ↘1973 | ↘1970 | ↗2209 |       |       |

## Состав сельского поселения
| № | Населённый пункт | Тип населённого пункта       | Население |
| - | ---------------- | ---------------------------- | --------- |
| 1 | Камышта          | посёлок станции              | ↘126      |
| 2 | Катанов          | аал                          | ↗708      |
| 3 | Сафьянов         | аал                          | ↘51       |
| 4 | Уйтак            | посёлок станции              | ↘29       |
| 5 | Усть-Камышта     | село, административный центр | ↘1213     |
| 6 | Ханкуль          | посёлок станции              | ↘74       |